# Каютов, Андрей Павлович
Андре́й Па́влович Каю́тов (1867, Рязанская губерния, Российская Империя — 1931 (?), Москва, РСФСР) — российский и советский страховой деятель, юрист, меценат. В 1911—1919 гг. — управляющий московским отделением Страхового общества «Россия». Соучредитель Московского автомобильного общества. Муж Надежды Ламановой.

## Биография

### Детство и семья
Каютовы — потомственные дворяне: Указом N 6704 Департамента герольдии Правительствующего Сената от 3 ноября 1844 года род Каютовых внесён во II часть Дворянской Родословной книги Рязанской губернии.
Согласно записи № 14 в метриках Михайловского уезда села Грязного 9 (21) ноября 1867 года в сельце Надеждино Михайловского уезда (Феняевская волость) Рязанской губернии в семье помещика и губернского секретаря Павла Ивановича Каютова и его жены Надежды Андреевны Каютовой родился сын Андрей; был крещён 11 ноября 1867 года.
Кроме Андрея в семье также росли старший сын Сергей (род. 1861) и сёстры Анна (род. ок. 1869) и Елизавета.
В 1924 году в автобиографии, написанной Каютовым для личного дела работника Госстрах СССР, он утверждает, что его отец был управляющим имением. Также он пишет, что у его матери было «небольшое имение десятин около 100, которое было продано, когда я был ещё мальчиком, никакого наследства от родителей я не получил». Полагаться на абсолютную достоверность этой автобиографии сложно, поскольку Каютов, занимавший уже в Советское время пост старшего инспектора огневого отдела Госстраха, мог скрывать некоторые факты своей биографии.

### Образование
В течение восьми лет обучался в Рязанской классической гимназии, окончив её в 1886 году.
По окончании гимназии в 1886 году Каютов поступил на юридический факультет Московского университета, где слушал курсы по истории и догме римского права, государственному, церковному, полицейскому праву, политической экономии, статистике, уголовному праву и судопроизводству, финансовому, международному праву, энциклопедии права, истории философии права, гражданскому и торговому праву, гражданскому и торговому судопроизводству, истории русского права и судебной медицине. В мае, октябре и ноябре 1890 года Каютов прошёл испытания в Юридической испытательной комиссии, в частности, за письменный ответ по теме «Начало современного научного направления в статистике. Политические арифметики. Зюсьмильх и Кетле» Андрей Павлович получил отметку «весьма удовлетворительно»; по итогам заключительных испытаний Андрей Каютов был удостоен диплома II степени.
- Аттестат зрелости А.П.Каютова (Лицевая сторона) (ЦГА Москвы. ф.418 оп.300 е.х.338)
- Аттестат зрелости А.П.Каютова (Оборот) (ЦГА Москвы. ф.418 оп.300 е.х.338)
- Диплом II степени, выданный А.П.Каютову по окончании обучения на Юридическом факультете Императорского Московского Университета в 1891 году (ЦГА Москвы. ф.418 оп.300 е.х.338)

### Карьера

#### Коммерческое страховое от огня общество (1891—1894)
В январе 1891 года Каютов поступил конторщиком в операционный отдел по приёму огневых страхований в «Коммерческое Страховое от огня Общество» и прошел там всю конторскую работу в течение трёх месяцев. Затем он был переведён в транспортный отдел, где занимался корреспонденцией и проверкой расчётов премий. В июне был командирован на месяц на Волгу и Каму по организации и ликвидации убытков, а затем опять продолжал заниматься в отделе транспортов до октября: за это время исполнял и должность начальника. В октябре был назначен инспектором и работал в районе Волги от Нижнего Новгорода до Астрахани, причем большую часть времени проводил в разъездах по Волге. В обязанности Каютова входило организация и ревизия агентств Волжского района, ликвидация пожарных и транспортных убытков. За это время Каютовым был реорганизован весь этот район.

#### Страховое общество «Россия». Инспектор, помощник управляющего Московским отделением (1894—1907)
В своей автобиографии от 1924 года Каютов пишет:
«В феврале 1894 года по сделанному мне предложению я перешёл Инспектором в Страховое общество Россия, стремясь к более широкой деятельности».
В книге, выпущенной к 125-летию учреждения страхового общества «Россия», Каютов именуется одним из самых значимых работников, "вклад которого в развитие общества нельзя переоценить". "Посвятив службе в обществе свыше 20 лет, Каютов внёс значительный вклад в развитие Московского отделения страхового общества. Именно благодаря Каютову общество в начале XX века приобрело таких клиентов, как Елисеевы".
Изначально Каютов начал работу при правлении Общества в Петербурге и был командирован для ревизии и организации дела в Псковскую и Минскую губернии. В июне Андрей Павлович был переведён в московское отделение, при котором и работал по ревизии и организации агентств и по ликвидации убытков, а также по приобретению и заключению коллективных страхований от несчастных случаев на фабриках Шуйского, Ивановского, Вознесенского и Кинешемского районов; при этом в отсутствие управляющего, у которого не было помощника, исполнял его должность.
В 1899 году Каютов занял должность помощника Управляющего Московским отделением по всем отраслям страхования и оставался на этой должности до 1907 года, когда из-за разногласий, возникших между ним и Управляющим в силу тяжелого характера последнего, оставил службу в обществе «Россия» и занялся адвокатурой.

#### Адвокатура. Страховое Товарищество «Саламандра» (юрисконсульт) (1907—1911)
Работая в адвокатуре до конца 1911 года, Каютов не прерывал за всё это время связь со страховыми делами, так как при самом же начале своей адвокатской деятельности он занял место юрисконсульта при Страховом Товариществе «Саламандра».

#### Страховое общество «Россия». Управляющий Московским отделением (1911 — 1 марта 1919)
В 1911 году Правления Страхового общества «Россия» сделало Каютову предложение занять место Управляющего Московским отделением Страхового общества «Россия». Хотя адвокатская деятельность Каютова вполне удовлетворяла, желание работать в страховом деле, в котором он занимался с молодых лет и в которое вложил и много внимания, и много труда и энергии, взяли в Каютове верх.
Каютов занимал должность Управления Московским отделением Страхового общества «Россия» до 1 марта 1919 года, то есть — до дня его ликвидации.

#### В. С.Н. Х. (1919—1920)
В Марте 1919 года Каютов поступил в ВСНХ в инспекцию по Комгосору с испытанием в роли инспектора-экономиста, однако, проработав там год, в Марте 1920 г. оставил службу, поскольку место работы находилось слишком далеко от места жительства (свыше 1 часа ходьбы от места квартиры в Еропкинском переулке, 3 до службы). В личном деле Каютов в фонде ВСНХ хранится его заявление об уходе:
«В центральную коллегию ВСНХ. Ввиду сложившихся моих семейных обстоятельств прошу отчислить меня от занимаемой мной должности. А.Каютов. 26 февраля 1920 года».
В 1919 Каютов, одновременно с поступлением на службу, вступил в Союз советских служащих.

#### Желеском Казанской железной дороги (1920—1922)
Перешёл на службу в Казанский Желеском и занял там место помощника начальника Учетно-статистической части. В декабре 1921 года был назначен начальником отделения по заключению договоров, а в Мае 1922 года оставил службу по расстроенному здоровью и переутомлению. Во время службы в Желескоме Каютов входил в Профсоюз деревообделочников.

#### Госстрах СССР (1923-?)
Предпочтительнее всего для Каютова было поступить на службу в Госстрах, чтобы работать в близком и знакомом ему деле. Через Члена Правления Александрова Каютов обратился к Главному Правлению с просьбой принять его на службу и предоставить ему должность по усмотрению Правления. Александров рекомендовал зачислить Андрея Павловича на должность старшего инспектора огневого отдела с 11 июня 1923 года по 16-му разряду с надбавкой 50 %, что и было удовлетворено.
За годы службы в Госстрах Каютов продвинулся по карьерной лестнице. 5 августа 1924 года Каютов был назначен Членом Комиссии по организации Гарантийного Страхования, 8 сентября 1924 года — Консультантом Бюро Нормализации с оставлением в занимаемой должности, 6 июня 1926 — Временно исполняющим обязанности Заведующего Бюро Нормализации.
Точная дата окончания службы Каютовым в Госстрах СССР пока неизвестна. Предположительно, он до самой кончины в начале 30-х годов продолжал работать в учреждении. Последний лист в личном деле работника Госстрах Каютова — удовлетворённое лишь наполовину заявление об отпуске, датированное 1926 годом. В справочнике «Вся Москва» за 1929 года Каютов указан как сотрудник Госстрах.

### Деятельность в области русской духовной музыки
Андрей Павлович Каютов уделял особое внимание русской духовной музыке, учредил частный духовный хор и занимался исследованием вопроса "формы-содержания" в построении богослужений.

В своих воспоминаниях Г.А.Леман пишет:
Почему-то Храм Христа сразу привлек внимание москвичей в самом начале революции. Не знаю почему, в нем появилось много молящихся, организовалось общее пение молящихся. Здесь можно было встретить заметных представителей русского общества. Я помню, на клиросе читал, и очень хорошо читал, Андрей Павлович Каютов, большой любитель церковного благолепия, когда-то содержавший большой любительский прекрасный хор в одной приходской церкви, привлекший замечательного регента Н. М. Данилина, пение которого всегда привлекало много народа. Андрей Павлович написал очень ценную работу о церковном пении в форме писем к лучшим регентам тогдашней Москвы — Шестакову и Данилину. 
В самом деле, А.П.Каютов, будучи меценатом, содержал на личные средства смешанный церковный хор, созданный примерно в 1914 году. Особенностью хора Каютова был молодёжный состав, который отбирался из учеников и учениц Московской консерватории и Музыкально-Драматического Училища. Около года хор просуществовал под руководством регента Н.А.Иванищева. Осенью 1915 года Каютову удалось заинтересовать знаменитого регента Синодального хора Н.М.Данилина в сотрудничестве с его хором. Данилин реорганизовал хор, отобрав лучших певцов, всего - 20 человек, а затем начал участвовать с этим хором в службах в храме Пимена Великого, что в Старых Воротниках, при Общине Христианская Помощь.
Хор Каютова считался[кем?] одним из лучших частных духовных хоров Москвы. Именно хор Каютова под управлением Данилина пел на последней церковной службе в Успенском соборе Кремля в апреле 1918 года перед его закрытием.
Вскоре после революции Каютов, бывший до неё очень богатым человеком, лишился возможности содержать хор на свои средства. Однако хор упразднён не был. Известно, что именно этот хор под управлением Данилина пел отпевание и литургию на похоронах А.Д.Кастальского.
Как сказано в воспоминаниях Лемана, Андрей Павлович занимался изысканиями на тему духовного пения. Эти изыскания представлены серией из десяти писем Данилину и Чеснокову. Первые пять писем, адресованные Данилину, ныне считаются утерянными. Письма 6-10, адресованные Чеснокову, хранятся в Музее имени Глинки и были опубликованы в  9-м томе серии "Русская духовная музыка в документах и материалах".
Изыскания Каютова затрагивает проблему уклона к "форме в ущерб содержанию, что лишает богослужения присущей им целостности, проникновенности и молитвенности, без которых они теряют своё значение". Первые письма Каютова к Данилину, зачитанные им на одной из встреч, "возбудили к себе интерес среди лиц, близко стоящих к делу церковного пения. М.М.Ипполитов-Иванов указал на то, что желательна дальнейшая разработка вопроса", что и побудило Каютова написать серию писем к Чеснокову. Значимость изысканий Каютова заключается по оценке Чеснокова в том, что прежде "о духовном пении, его значении в Богослужении, его воздействии на душу молящихся, о достижении в Богослужении цельности настроения ничего не говорилось, эти вопросы не поднимались ни в семинариях, в которых готовили своих учеников быть членами причта и служителями Церкви, ни в Синодальном училище, которое готовило своих учеников быть регентами. Это был очень крупный пробел в воспитании наших будущих служителей Церкви и регентов, и этот пробел необходимо восполнить".

### Репрессии и аресты

#### Арест 1919 года
Как сказано в заключении по «Делу Каютовых, Радугина и пр.», в «М. Ч. К. поступило заявление одного из товарищей-коммунистов о каких-то подозрительных собраниях в доме № 3 по Еропкинскому переулку кв. 2 у бывшего присяжного поверенного Каютова». В 20-х числах октября 1919 года по подозрению в контр-революционной деятельности были заключены под стражу в Бутырской тюрьме Андрей Павлович Каютов, Надежда Петровна Каютова-Ламанова, Владимир Николаевич Радугин, Анна Павловна Радугина, Дмитрий Владимирович Радугин, Александр Сергеевич Межаков-Каютов, Ксения Владимировна Межакова-Каютова, Николай Николаевич Редичкин и Елизавета Павловна Шевер. Ничего контр-революционного в квартире обнаружено не было, однако М. Ч.К. по показаниям бывшей работницы Ламановой Владиславы Ивановны Колье, также проживавшей в этой квартире, нашёл основания расстрелять Владимира Николаевича Радугина, мужа Анны Павловны (сестры Каютова). Против Каютова в Особом Отделе В. Ч. К. было возбуждено дело несмотря на положительную характеристику, данную ему свидетелями, и телеграмму с положительной характеристикой с места работы (ВСНХ).
27 января 1920 года военный следователь Особого Отдела В. Ч. К. Богданов, рассмотрев материалы дела, признал Каютова невиновным и освободил из-под стражи.

#### Арест 1922 года. «Процесс второй группы церковников»
В 1922 году Каютов был привлечён к суду по второму процессу церковников. Был арестован с 32 московскими священнослужителями, среди которых были сщмч. Александр Хотовицкий, игумения Вера (Побединская) и 86 мирян. Был обвинен "как примкнувший к клирикам храма Христа Спасителя" и участвовавший на собраниях на квартире о.Александра Хотовицкого. Московский революционный трибунал обвинил Каютова в противодействии изъятию церковных ценностей Храма Христа Спасителя. Прокурор потребовал для Каютова высшей меры наказания, однако по решению Трибунала Каютов был осужден на пять лет лишения свободы, приговор был вынесен 13 декабря 1922 года. Но уже в конце февраля 1923 года Андрей Каютов был освобождён по постановлению президиума ВЦИК.

### Личная жизнь

#### Семейной положение
В конце 1890-х Андрей Каютов женился на известной московской моделистке и художнице театрального костюма — Надежде Петровне Ламановой. Вместе они прожили до самой смерти Каютова. Детей у Надежды Петровны и Андрея Павловича не было.

#### Друзья и знакомые
В своих воспоминаниях Г. А. Леман, друживший с Каютовым, позже напишет:
Я вошел в мой кабинет и увидал крупную, видную фигуру мужчины лет пятидесяти с лишком. Впоследствии я узнал, что его в Петербурге постоянно принимали за великого князя Алексея Александровича — генерал-адмирала. Он назвался Андреем Павловичем Каютовым, тем самым знакомым Шамбинаго, о котором последний мне говорил. Я должен самым теплым, самым любовным словом помянуть этого милого Андрея Павловича. Знакомство это, вскоре перешедшее в большую дружбу, и, смею сказать, во взаимную привязанность, имело для меня и даже для всей моей семьи огромное значение. Прежде всего, он оказался мужем большой московской знаменитости — Надежды Петровны Ламановой.
Евгения Петровна Турманина, урождённая Файдышь, чья родная тётя дружила с Ламановой.
«Муж у неё был присяжный поверенный Андрей Павлович Каютов. Говорят красивый».

#### Московское автомобильное общество
Много соприкасаясь с темой транспорта и автомобилей в страховании, Каютов развил особый интерес к этой теме, поэтому в 1909 году совместно с князем Н.С.Щербатовым и С.Т.Обуховым Каютов выступил соучредителем Московского автомобильного общества.

#### Меценатство
А. П. Каютов был спонсором выхода пьес Антона Павловича Чехова на сцене МХАТа.